# Natasha Barrett
Pour les articles homonymes, voir Barrett.
Natasha Barrett (9 mars 1972, Norwich, Royaume-Uni) est une compositrice de musique électroacoustique résidant à Oslo, Norvège.

## Biographie
Née le 9 mars 1972 à Norwich, Natasha Barrett se met à la composition électroacoustique durant ses études de maîtrise en analyse et en composition électroacoustique à l'université de Birmingham (Angleterre) avec Jonty Harrison. Elle a également  l'occasion de travailler avec le BEAST (Birmingham ElectroAcoustic Sound Theatre), une expérience qui influence ses travaux ultérieurs. Elle poursuit ensuite ses études avec Denis Smalley à la City University de Londres où elle se voit attribuer un doctorat en composition en 1998. Elle bénéficie, pour effectuer ces études, d'un soutien financier de la section Humanities de la British Academy,.
Cette même année 1998, une bourse du Conseil norvégien pour la recherche (Norges forskningsråd ) lui permet de travailler comme compositeur en résidence au NoTAM), à Oslo (Norvège). Elle enseigne également au Conservatoire de musique de Tromsø (Norvège). Elle est ensuite compositrice et enseignante indépendante à Oslo. Elle intervient aussi  au sein de la NICEM (Section norvégienne de la Confédération internationale de musique électroacoustique), œuvrant pour la présentation d'œuvres de musique électroacoustique en Norvège et à l'étranger.
L'ensemble de la production de Natasha Barrett se compose d'œuvres instrumentales et électroacoustiques en direct, d'installations sonores, de musique de danse ou de théâtre et de projets d'animation. Pour ses créations, elle procède souvent à un travail de composition acousmatique sur bande, son médium de prédilection.
Son travail lui a valu plusieurs récompenses comme le 1er Prix au Musica Nova (Prague, République tchèque, 2001), le Prix Noroit-Léonce Petitot (Arras, France, 1998), le premier prix (1998) ainsi qu'une mention (1995) de la section Trivium du Concours international de musique électroacoustique de Bourges (France). Elle s'est vu attribuer également le Nordic Council Music Prize 2006. D'autres concours, comme le Concurso Internacional de Música Eletroacústica de São Paulo (IV CIMESP, Brésil, 2001), Concours SCRIME (France, 2000), Festival Internacional de Nuevas Tecnologías, Arte y Comunicación Ciber@RT (Espagne, 2000), le Concours Luigi Russolo (Italie, 1998 et 1995) et Prix Ars Electronica (Linz, Autriche, 1998) ont également récompensé le travail de Natasha Barrett. Plusieurs institutions et interprètes, en Europe comme en Amérique, lui ont commandé des œuvres,.

## Discographie
- 2010 : Bouteilles de Klein[5] chez Empreintes DIGITALes IMED 101104[6]
- Kraftfelt (Aurora, ACD 5037, 2005)
- 2002 : Isostasie[7] chez empreintes DIGITALes, IMED 0262[8]
- Chillies & Shells (indépendant, NB 980101M, 1998)
- Rocks & Wraiths (indépendant, NB 970101M, 1997)

## Liste des œuvres
- Agora (2000-02), théâtre électroacoustique
- Angels & Devils (2002)
- Avoid being eaten by mimicking other less palatable species (Abemolpas) (2004)
- Buoyant Charm (1997, 2001), ensemble mixte et bande
- Caressing Eternity (1994), guitare électrique et bande
- Circadian Cycles (1999), sinfonietta, ordinateur et bande
- Crack (2007)
- Diabolus (1999), percussions, voix, traitement et bande
- Displaced:Replaced (2001)
- Earth Haze (1996)
- Exploratio Invisibilis (2003)
- fetters (2002)
- Hommage à Parmerud (The Fabulous Mr P) (2005)
- Imago (1995)
- Industrial Revelations (2001)
- Liquid Crystal (2000), clarinette, ordinateur, traitement et bande
- Little Animals (1997)
- Mimetic Dynamics (1999), installation
- Mobilis in Mobili (2005)
- Outspan (1999)
- Prince Prospero's Party (2002)
- Push-me-Pull-me (2001), violoncelle, violon et ordinateur
- Puzzle Wood (1994)
- Racing Through, Racing Unseen (1996)
- Racing Unseen (1996)
- Rain Forest Cycle (2000), installation
- RAS (2000), quatuor de percussions, traitement et sons électroacoustiques
- Receive (1995)
- Red Snow (1998, 2001)
- Red Snow (1998)
- Searching for Perspectives (1994), installation
- Snow and Instability (Microclimate I) (1998), percussions, contrebasse, flûte alto et bande
- St Paul's Descending into the Autumn Mist (1997)
- Surf (1997), 2 guitares classiques et bande
- Swaying to See (1995)
- Symbiosis (2002), violoncelle and ordinateur
- Three Fictions (Northern Mix) (2000)
- Trade Winds (2004-06)
- Trompe-l'œil (1994), flûte et bande
- The Utility of Space (2000)
- Viva la Selva! (1999)
- Where Shadows Do for Bodies Stand (2004), guitare classique et système interactif